# Alexandre Zamolodtchikov
Pour les articles homonymes, voir Zamolodtchikov.
Alexandre Borissovitch Zamolodtchikov (en russe : Алекса́ндр Бори́сович Замоло́дчиков, en anglais : Alexander Zamolodchikov), né le 18 septembre 1952, est un physicien russe surtout connu pour ses contributions en physique de la matière condensée, en
théorie conforme des champs et en théorie des cordes. Il est à la tête d'une chaire de physique à l'université d'État de New York à Stony Brook.
Il est le frère jumeau d'Alexeï Zamolodtchikov (1952–2007), également physicien.

## Biographie
Zamolodtchikov naît à Novo Ivankovo. Il obtient une maîtrise universitaire ès sciences en génie nucléaire de l'Institut de physique et de technologie de Moscou en 1975, puis un Ph.D. en physique de l'Institut de physique théorique et expérimentale en 1978. La même année, il commence à travailler pour l'institut Landau de physique théorique.
En 1990, il travaille à l'université Rutgers (1990), où il co-fonde le Rutgers New High Energy Theory Center.
En 2016, il prend la tête d'une nouvelle chaire de physique à l'Université d'État de New York à Stony Brook.

## Prix et distinctions
- 1999 : Prix Dannie Heineman pour la physique mathématique (avec Barry M. McCoy et Tai Tsun Wu)
- 2003-2004 : Prix Humboldt
- 2005 : Chaire Blaise-Pascal (en) à l'École normale supérieure (Paris)
- 2011 : prix Lars Onsager, avec Alexandre Belavine et Alexander Polyakov
- 2014 : Prix Pomerantchouk avec Leonid Keldych (en)
- 2016 : Élu à l'Académie nationale des sciences (États-Unis)[4]